# Simon Boswell
Simon Boswell (nascut el 15 d'octubre de 1956) és un compositor de bandes sonores, director d'orquestra, productor i músic britànic nomenat pel BAFTA, amb més de 90 crèdits al seu nom. És conegut per combinar principalment elements electrònics amb orquestrals.

## Biografia
Ha estat alumne de la independent The Haberdashers' Aske's Boys' School, va estudiar literatura anglesa al Pembroke College, Cambridge. Toca la guitarra des dels 12 anys, és un guitarrista avantatjat i va fitxar per Transatlantic Records el 1975, mentre encara era a la universitat. Això va provocar el llançament del seu primer àlbum en solitari, The Mind Parasites, una col·lecció de cançons i instrumentals acústics contemporanis. Va formar la banda Advertising el 1977, a l'inici de l'era del punk rock. Etiquetat com a Power Pop, la banda va ser un homenatge a l'estil de l'art pop d'Andy Warhol i al Velvet Underground. Van fer gires amb Blondie. Després de la separació d' "Advertising", Boswell es va convertir en productor discogràfic tant al Regne Unit com a Itàlia. Va produir l'àlbum de la mega estrella italiana Renato Zero, que es va convertir en l'àlbum italià més venut de tots els temps. Les produccions discogràfiques de Boswell dels anys vuitanta han influït en nombrosos músics contemporanis, sobretot en la mostra del "cop de mà" de la banda 23 Skidoo que es va convertir en "Block Rockin 'Beats" de The Chemical Brothers. Després de produir dos àlbums per a la banda londinenca Live Wire finalment s'hi va incorporar a la banda.

## Pel·lícules
La carrera cinematogràfica de Boswell va començar el 1985 i des d'aleshores té nombrosos premis d'arreu del món i ha estat nominaydues vegades al premi BAFTA. Alguns directors amb els que ha treballat Boswell són Danny Boyle, Michael Hoffman, Dario Argento, Clive Barker i Alejandro Jodorowsky. Els gèneres amb els que ha treballat al cinema han estat l'explotació italiana ("Phenomena", "Stage Fright"), thrillers contemporanis ("Shallow Grave", "Hackers"), horror ("Lord of Illusions", "Hardware"), romances i estudis de caràcter ("Jack and Sarah", "This Year's Love", "Born Romantic"), drames ("In My Father's Den", "The War Zone", "My Zinc Bed"), fantasies ("Santa Sagre", "Photographing Fairies", "Tin Man") i clàssics de la literatura ("A Midsummer Night's Dream", "Cousin Bette"). També ha col·laborat amb molts artistes d'alt perfil en els seus projectes, com Elton John, Dolly Parton i Marianne Faithfull.
Establert com a intèrpret en viu i treballant a l'estudi de gravació, destaca amb gèneres electrònics i rock, combinant-los amb bandes orquestrals d'èpocas.
Boswell també ha treballat en dos projectes amb el Vaticà. "Santo Subito" va ser el seu primer projecte, que va ser una col·laboració cinematogràfica que incloure els discursos i el cant del papa Joan Pau II a la música i visuals de Boswell. Recentment, Boswell va compondre i produir l'àlbum "Alma Mater" amb el papa Benet XVI. Els treballs de l'àlbum combinen el cant gregorià amb la música artística contemporània occidental i les influències del Pròxim Orient i l'àlbum es va llançar oficialment en un concert a la catedral de Westminster el novembre de 2009, amb el cor de cambra de l'Acadèmia Filharmònica de Roma i la cantant Yasemin Sannino.

## Televisió
Boswell ha compost per a la sèrie de televisió nominada als BAFTA The Lakes, i ha col·laborat amb el cineasta Brian Hill i el poets Simon Armitage a Pornography: The Musical i Songbirds.

## Música
Boswell ha treballat amb músics de bandes com Blur, Orbital, The Sex Pistols i Echo And The Bunnymen. El 1982 va produir i arranjar l'àlbum "Via Tagliamento 1965-1970" per al popular cantant i compositor italià Renato Zero. Els seus crèdits com a arranjador i productor també inclouen àlbums d'Amii Stewart, Tony Esposito, Tullio De Piscopo i Nino Buonocore.
La tardor del 2006 el seu àlbum "Close Your Eyes" es va publicar de forma independent a través de la seva pròpia Flick Records després de 12 anys de treball.
| « | Vaig tallar les meves partitures anteriors a trossos i els vaig tornar a muntar com a cançons noves barrejant orquestra completa amb músics de Blur i The Kills i parts de lletres parlades per alguns dels actors i directors amb els quals he treballat al llarg del camí, com Ewan McGregor, Ray Winstone, Goran Visnij, Dario Argento and Alejandro Jodorowsky." | » |

## Art
Boswell continua treballant en el seu propi projecte d'art anomenat BLINK !, una instal·lació audiovisual enlairada per durar per sempre amb retrats extrets de material de notícies i que es van enregistrar individualment amb les seves pròpies bandes sonores. Per primera vegada es va exposar a l'ICA de Londres el 2002 en 4 pantalles simultànies de cinema.

## Filmografia
| 2013 - Ashens and the Quest for the GameChild 2012 - The ABCs of Death 2008 - My Zinc Bed - Bathory - Slapper - Rovdyr (aka Manhunt - English title) 2006 - Free Jimmy - Incubus 2005 - The River King (Tema) 2004 - Churchill: The Hollywood Years - In My Father's Den 2003 - Summer in the Golden Valley - The Sleeping Dictionary - Octane (amb Orbital) 2002 - The White Darkness - Hypnotic - Alien Love Triangle 2001 - The Secret Glory 2000 - Born Romantic - There's Only One Jimmy Grimble - Circus 1999 - Women Talking Dirty - The Debtors - A Midsummer Night's Dream - This Year's Love - The War Zone | 1998 - Cousin Bette - Desserts - Dad Savage - The Fishmonger's Daughter 1997 - American Perfekt - Photographing Fairies - Perdita Durango 1995 - Lord of Illusions - Hackers 1994 - Shallow Grave - Burn:Cycle 1993 - Dust Devil 1992 - The Crying Game 1990 - Hardware - Voice of the Moon 1989 - Santa Sangre 1988 - The Ogre - Dinner with a Vampire 1987 - Delirium - Until Death - Graveyard Disturbance - Stage Fright 1986 - Demoni 2 1985 - Phenomena |  |

## Col·laboracions a televisió
2007
- Tin Man
- Nearly Famous (6 episodis)
- Catwalk Dogs

2006
- Jackanory (2 episodes)
- The Magician of Samarkand
- Muddle Earth

2004
- Sea of Souls (2 episodis)

2003
- Pornography: The Musical

2002
- Widows

2001
- Mind Games

2000
- Jason and the Argonauts

1999
- Tube Tales (segment "Bone")

1998
- Killer Net[7]

## Vida personal
És casat i divorciat, i té un fill anomenat Jack; va viure amb l'actriu Lysette Anthony (la relació es va dissoldre enmig d'un cas judicial morbós) i va tenir un fill amb ella, Jimi, nascut el 2004.